# Dan Bilzerian
Dan Bilzerian (en arménien : Դան Բիլզերյան), né le 7 décembre 1980[réf. nécessaire] à Tampa (Floride), est un joueur de poker arméno-américain. Il doit sa notoriété principalement de l’usage qu’il fait des réseaux sociaux, mettant en avant sa fortune et affichant un style de vie débridé.

## Origines et vie privée
Fils de l’homme d'affaires arménien Paul Bilzerian a fait fortune dans les années 1990 dans l'acquisition et la revente de biens et d'entreprises. Dan Bilzerian passe sa jeunesse en Floride. Il intègre la Navy à la fin du lycée. Il commence à jouer au poker, tout en menant un train de vie mêlant sexe, alcool, drogue et Viagra, ce qui lui vaudra deux crises cardiaques à l'âge de 28 ans. Également passionné d'armes, il se met régulièrement en scène sur ses réseaux sociaux lors de sessions de tirs. Personnage clivant, son train de vie dérange autant qu'il fascine. Il est régulièrement pointé du doigt par des associations féministes lui reprochant de considérer la femme comme un objet de désir.
En outre, il a apporté son soutien à la communauté arménienne et a témoigné que la moitié de sa famille paternelle a été massacrée pendant le génocide arménien (1915). Il obtient la nationalité arménienne en 2018.

## Activités diverses

### Carrière de joueur de poker
Autoproclamé le « Bill Gates » du poker, il affirme en 2014 avoir accumulé 50 millions de dollars en gain durant les 12 derniers mois, mais cela n’a pas été formellement prouvé, l'origine de sa fortune provenant plus probablement des largesses paternelles. Aucun site ne référence les résultats en cash game. Sur The Hendon Mob, site qui référence les gains en tournoi des joueurs, on ne trouve qu'une seule place payée pour Dan, lors du Main Event des WSOP 2009 : une 180e place pour 36 626 $ de gain. 

### Carrière politique
Le 27 avril 2015, il déclare être candidat à l'élection présidentielle américaine de 2016. Cette annonce s'avère être quelques semaines plus tard un coup de communication visant à promouvoir une tournée de grands clubs nord-américain. Il soutient officiellement Donald Trump par la suite en s'affichant même à ses côtés fin 2015 sur Instagram.

### Carrière au cinéma
Il commence sa carrière d’acteur en tant que cascadeur dans le film La Chute de la Maison Blanche, sorti en 2013. La même année, il participe à la production de Du sang et des larmes à hauteur d'un million de dollars en échange d'une apparition dans celui-ci. Il fait également une brève apparition dans Triple Alliance, qui sera finalement coupée au montage, l'année suivante dans Equalizer et l'année d'après dans War Dogs.

### Carrière d'entrepreneur
Il s'occupe de l'entreprise IGNITE qui vend divers biens de consommations,.

## Polémiques
En avril 2014, dans le cadre d’une séance photo pour la revue pornographique Hustler, il jette dans sa piscine du toit de sa résidence d'Hollywood Hills l'actrice pornographique Janice Griffith. L’actrice se casse le pied et menace d'attaquer Dan Bilzerian en justice avant de renoncer rapidement, dissuadée par l'avocat de ce dernier.
En décembre de la même année, il assène un coup de pied au visage d'une modèle photo dans une boîte de nuit, le LIV de Miami Beach, qui lui en aurait depuis interdit l'accès. Il est arrêté quelques jours plus tard à l'aéroport de Los Angeles en possession de produits explosifs ou incendiaires, mais libéré par la suite. Face à deux chefs d'accusation[De qui ?] (possession de matériaux pouvant permettre la confection d'un engin explosif et possession d'un engin explosif), il est acquitté car il possède des ports d'armes.
L'ancien président de son entreprise est en procédure judiciaire contre Dan Bilzerian. L'influenceur détournerait l'argent de son entreprise pour son profit personnel,.

## Publications
- (préfacé par David Goggins) The setup, Goat Books LLC, 2021[21].